# WCW vs. nWo: World Tour
WCW vs. nWo: World Tour è un videogioco di wrestling del 1997 sviluppato da Asmik Ace Entertainment/AKI Corporation e pubblicato da THQ per la console Nintendo 64. Pubblicato all'apice del successo della World Championship Wrestling di fine anni novanta, World Tour fu  un grosso successo e si rivelò essere il secondo videogioco di wrestling più venduto sulla console N64.
Il gioco introdusse un nuovo sistema di prese che divenne uno standard nei videogiochi di wrestling per molti anni a venire.
Il suo seguito, WCW/nWo Revenge, sarebbe stato sviluppato seguendo la stessa meccanica di gioco, introducendo però anche gli ingressi sul ring, una grafica migliorata, più arene, più mosse caratteristiche, i veri titoli WCW, la possibilità di modificare i costumi dei lottatori, e altri miglioramenti.

## Modalità di gioco
World Tour introdusse l'acclamato dalla critica sistema di prese sviluppato dalla Asmik/AKI, in cui tutte le mosse iniziano con le prese. Scegliere di toccare o tenere premuto il pulsante A produrrà successivamente risultati "deboli" o "forti" una volta eseguita la mossa, mentre un sistema simile viene utilizzato per i colpi. I lottatori possono anche eseguire le loro provocazioni tipiche per aumentare la loro barra dello spirito ed eseguire mosse finali "speciali" anteriori o posteriori quando la loro barra raggiunge il picco.
In aggiunta alle modalità singolo giocatore, tag team, handicap match e battle royal, sono presenti il torneo ad eliminazione WCW versus nWo e un torneo a punteggi nello stile del wrestling giapponese.
I giocatori possono anche tentare la "sfida di campionato" in cui un giocatore deve sconfiggere di seguito diversi lottatori di una determinata "fazione". Ciò consente al giocatore di competere per il campionato di quella stable contro un personaggio nascosto: Diamond Dallas Page (WCW), Wrath (DOA), Glacier (IOU), Randy Savage (nWo). Una volta che un giocatore ha vinto ogni campionato, sblocca "Whole World Wrestling", una sfida più lunga composta da lottatori di tutte e quattro le fazioni. Il match sarà contro uno dei due personaggi nascosti, a seconda che sia stata selezionata la categoria di peso Cruiserweight o Heavyweight: Black Widow (una caricatura di Manami Toyota) o Joe Bruiser (una caricatura di Muhammad Ali) per i pesi massimi
Altre caratteristiche sono apparentemente riprese dallo stile della controparte giapponese del gioco. Ciò include la possibilità di sanguinare nonostante la pratica fosse stata proibita in televisione dalla WCW a causa della sua presentazione più adatta alle famiglie. Oggetti estranei possono essere recuperati dal pubblico e utilizzati fuori dal ring. Le armi includono una sedia d'acciaio, mezzo tavolo pieghevole in legno, una mazza da baseball nera e una mazza di filo spinato, quest'ultima non tipica della programmazione WCW ma piuttosto dell'hardcore wrestling.
Venti dei lottatori presenti nel gioco provengono dalla WCW o dall'nWo, mentre il resto sono lottatori internazionali elencati sotto nomi falsi.

## Sviluppo
Il gioco ebbe un budget di sviluppo di un milione di dollari.